# مارمولک‌های پشت‌تخت
مارمولک‌های پشت‌تخت ((نام علمی: Platysaurus)) سرده‌ای از مارمولکان کمربنددار هستند که به خاطر پشت تخت و صافشان به این نام مشهورند.

## محدوده جغرافیایی
همه گونه‌های این سرده در جمعیت‌های جدا شده در جنوب آفریقا زندگی می‌کنند. آنها در موزامبیک، زیمبابوه، شرق بوتسوانا، جنوب نامیبیا و شمال و غرب آفریقای جنوبی یافت می‌شوند.

## توصیف
گونه‌های مارمولک‌های پشت‌تخت دارای دودیسی جنسی هستند. ماده‌ها و نوجوانان اغلب دارای پشت سیاه یا قهوه‌ای با راه‌راه‌های سفید هستند، در حالی که نرها بسیار رنگین هستند. همچنین نرها تا حدودی بزرگ‌تر از ماده‌ها هستند.

## گونه‌ها
- Platysaurus attenboroughi
- Platysaurus broadleyi
- Platysaurus capensis
- Platysaurus guttatus
- Platysaurus imperator
- Platysaurus intermedius
- Platysaurus lebomboensis
- Platysaurus maculatus
- Platysaurus minor
- Platysaurus mitchelli
- Platysaurus monotropis
- Platysaurus ocellatus
- Platysaurus orientalis
- Platysaurus pungweensis
- Platysaurus relictus
- Platysaurus torquatus